# Saint-Amans-des-Cots
Saint-Amans-des-Cots é uma comuna francesa na região administrativa de Occitânia, no departamento de Aveyron. Estende-se por uma área de 41,51 km². Em 2010 a comuna tinha 762 habitantes (densidade: 18,4 hab./km²).